# チャバタ
チャバッタまたはチャバタ(Ciabatta)は、イタリアの白パンである。フランスでのバゲットの人気を受けて、1982年にロヴィーゴ県アドリアのパン職人によって作られた。チャバタは、細長く、幅広で、平たいパンである。様々な種類があるが、気泡の穴があるのが特徴である。強力粉を原料とし、非常に含水率の高いパン生地とする。

## 名前
イタリア語でカーペットスリッパ（毛織地の柔らかいスリッパ）の意味を持ち、平たい楕円形であることから名付けられた。

## イタリアでのチャバタ
チャバタは1982年にアルナルド・カヴァッラーリによって初めて作られ、彼は自分の住んでいた地域であるポレージネに因んで、ciabatta polesanaと呼んだ。このレシピは、カヴァッラーリの会社であるMolini Adriesiにより、1999年までに11か国のパン職人にライセンス供与された。
カヴァッラーリらイタリアのパン職人は、フランスから輸入されたバケットを使ったサンドイッチの人気が彼らのビジネスを圧迫することを懸念し、サンドイッチを作るためのイタリアのパンを開発しようとした。チャバタのレシピは、伝統的なパンのレシピを元に数週間で開発され、高グルテン粉で作られた柔らかく水分の多いパン生地を用いるものである。
多くの地域で、オリジナルのレシピに変更を加えた独自のレシピがある。コモ湖周辺では、皮が固く、中身は柔らかくて穴が多く、触感が軽いものになる。トスカーナ州、ウンブリア州、マルケ州では、固い皮と密度の高い中身のものから、クリスピーな皮と弾けるような食感のパンまで、様々なものがある。ローマでは、しばしばマジョラムで風味付けをする。
最近でも新しいレシピの開発が続いている。全粒粉のチャバタはciabatta integrale、生地に牛乳を加えたものはciabatta al latteとして知られる。

## その他の国のチャバタ
イギリスには、マークス&スペンサーによって1985年に導入された。その後、1987年にクリーブランドのOrlando Bakeryによってアメリカ合衆国に導入された。イタリアの3人のパン職人がOrlando Bakeryを訪れ、大量生産法を確立した。彼らは生のパンの導入に成功し、後に冷凍のパンも成功して、アメリカ合衆国中に急速に広まった。アメリカ合衆国で一般的な弾力のあるチャバタは、非常に水分量の多い生地から作り、しばしばパンこね機とビガまたはサワードウを必要とする。